# Толмадж, Констанс
Констанс Элис Толмадж (англ. Constance Alice Talmadge, 19 апреля 1898 — 23 ноября 1973) — американская актриса, сестра Нормы Толмадж и Натали Толмадж.

## Биография
Родилась в Бруклине в бедной семье Маргарет Л. «Пег» и Фредерика O. Толмаджа. Её отец был алкоголиком и бросил семью, когда Толмадж была ещё ребёнком. Констанс вместе с сёстрами Нормой и Натали осталась на попечении матери, которая зарабатывала на жизнь стиркой. После того как её старшая сестра Норма дебютировала на киноэкранах в качестве актрисы, Констан Толмадж решила последовать её примеру, впервые появившись на киноэкранах в 1914 году.
После двух лет участия в короткометражках она получила свою первую главную роль в эпической ленте Дэвида Уорка Гриффита «Нетерпимость» (1916). За годы своей кинокарьеры, продолжавшейся до 1929 года, Толмадж придерживалась амплуа комедийной актрисы, снявшись в общей сложности в 80 картинах, среди которых «Медовый месяц» (1917), «Пробный брак» (1919), «Темпераментная жена» (1919), «Добродетельная соблазнительница» (1919), «Её романтическая ночь» (1924), «Завтрак на рассвете» (1927) и «Венера» (1929).
В 1929 году, с появлением звукового кино, Толмадж, как и её сестры, завершила свою карьеру в кино, вложив свои сбережения в недвижимость и прочие инвестиции. В дальнейшие годы у неё были проблемы с алкоголем и наркотиками, что в своей степени сказалось на её здоровье. Актриса четыре раза была замужем, все её браки были бездетными. Первые три брака завершились разводом, со вторым супругом она оставалась вместе с 1939 года до его смерти в 1964 году. В 1960 году на Голливудской аллее славы была заложена именная звезда Констанс Толмадж. Последние годы жизни актриса провела в затворничестве в своём доме в Лос-Анджелесе, где и скончалась от пневмонии в 1973 году.